# ZB ABeh 160/161
Die ABeh 160 sind elektrische Gelenktriebwagen der Zentralbahn für gemischten Adhäsions- und Zahnradbetrieb. Sie wurden von Stadler Rail entwickelt und gebaut und auch als Fink (Flinke innovative Niederflurkomposition) bezeichnet.

## Geschichte
Die Züge wurden zusammen mit den ABeh 150 Adler 2009 bestellt. Bestimmt sind sie für den Verkehr der S-Bahn Luzern und als Verstärkung und Ersatz für die ABeh 150 im Interregio-Verkehr zwischen Luzern und Interlaken. Seit 2012 kommen sie zum Einsatz und ersetzten bis 2013 nach und nach die bisherigen lokgeführten Züge.

## Konstruktive Merkmale

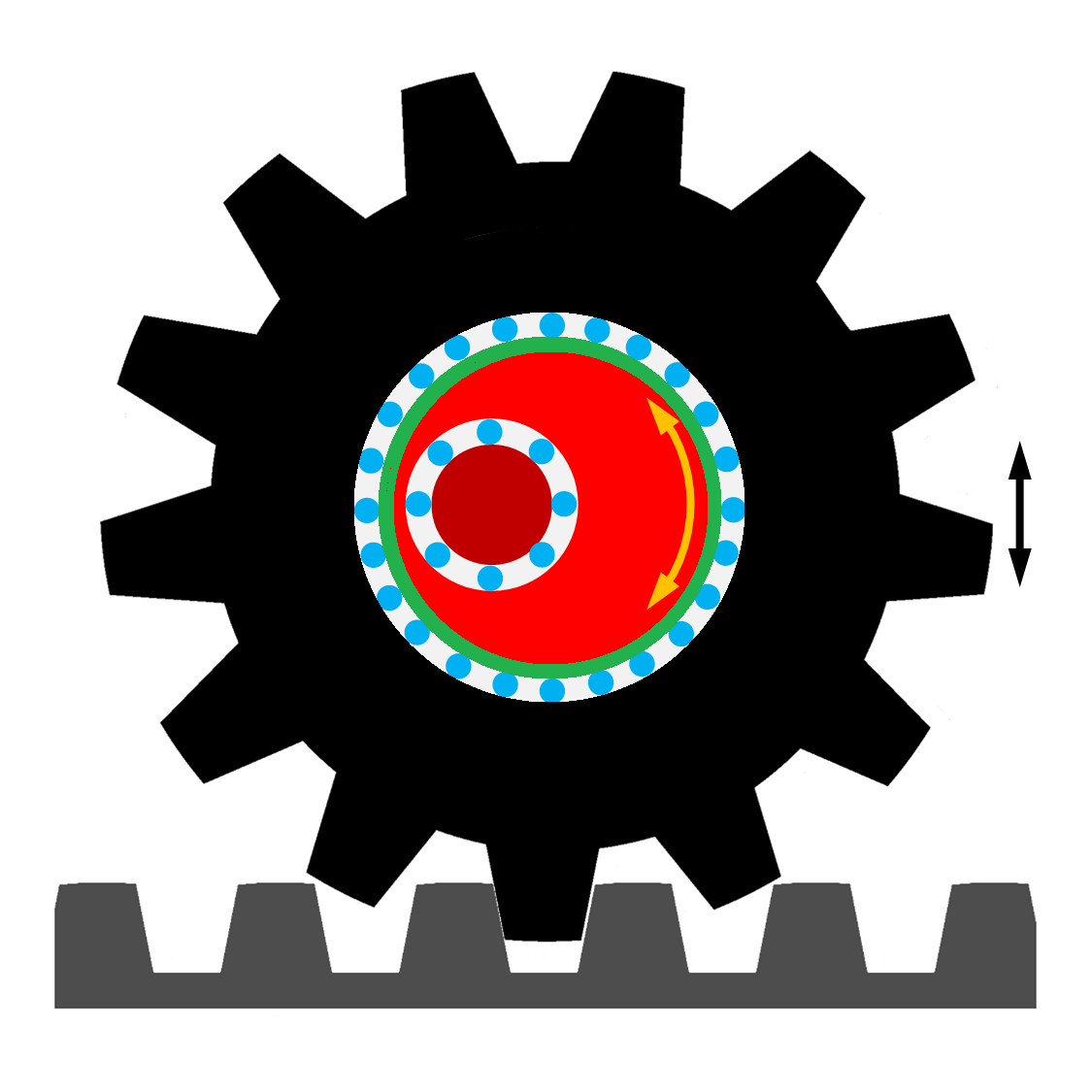
Zahnradantrieb mit exzentrischer Höhenverstellung mit Radsatzwelle (dunkelrot), Hohlwelle (rot), Lager (blau) und Triebzahnrad (schwarz)

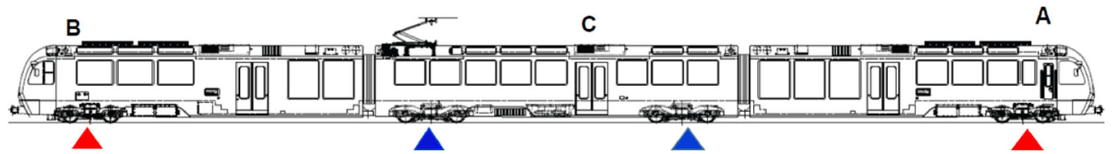
Ein dreiteiliger Fink-Triebzug ABeh 160 verfügt über zwei Adhäsionstriebdrehgestelle und zwei Zahnradtriebdrehgestelle.
• Rot: Adhäsionstriebdrehgestell
• Blau: Zahnradtriebdrehgestell (ein Triebzahnrad und ein
Bremszahnrad pro Drehgestell)

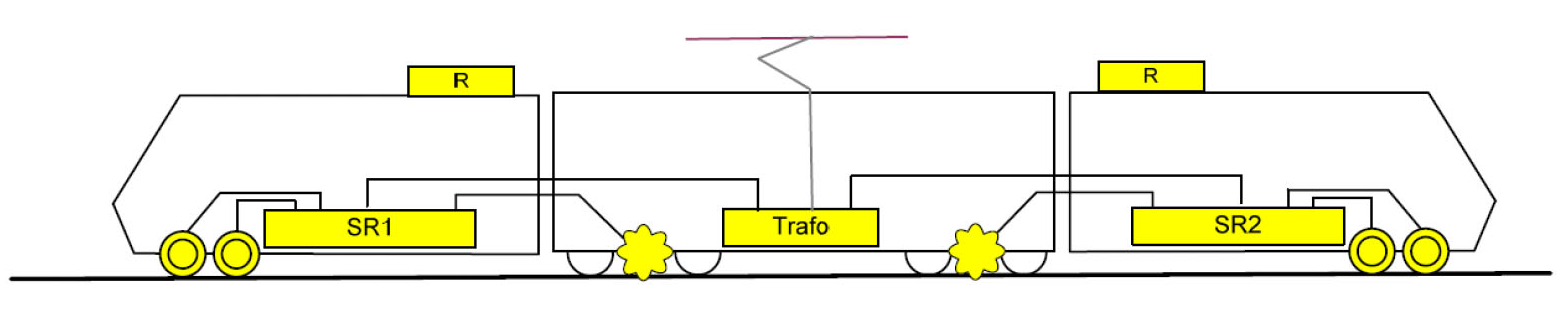
Jeweils drei mit einem Gelenk miteinander verbundene Wagenkästen bilden ein Triebmodul mit einer vollständigen Traktionsausrüstung. Diese ist ab dem Stromrichter (SR) inklusive den Bremswiderständen (R) redundant aufgebaut.

Die Züge sind dreiteilig. Sie sind mit den siebenteiligen ZB ABeh 150 kuppel- und vielfachsteuerbar. Zwei von drei Einstiegen pro Seite sind im Niederflurbereich angelegt. Im Unterschied zu den ABe 130 haben auch die Mittelwagen Einstiegstüren. Die Wagen sind klimatisiert. Sie verfügen über grosse Panoramafenster, es gibt Fahrrad- und Skihalter und Rollstuhlplätze. Der Adhäsions- und Zahnradantrieb sind räumlich getrennt, mechanisch entkoppelt und damit schlupffrei. Die Enddrehgestelle sind die Adhäsionstriebdrehgestelle, die Adhäsionsantriebe laufen auch auf den Zahnstangenabschnitten mit und erbringen dort etwa ein Drittel der Antriebsleistung. Der mittlere Wagenkasten läuft auf den Zahnradtriebdrehgestellen mit je zwei Laufachsen. Die jeweils inneren tragen den Zahnradantrieb.
Bei den ABeh 150 kommt ein neu entwickelter Zahnradantrieb mit exzentrischer Höhenverstellung zum Einsatz, der konstruktiv einem üblichen Zahnradantrieb mit Tatzlagerung entspricht, wie er von reinen Zahnradfahrzeugen bekannt ist. Die Trieb- beziehungsweise Bremszahnräder stützen sich nicht direkt auf der Radsatzwelle, sondern auf einer zusätzlich eingefügten, nicht umlaufenden Hohlwelle ab, die mit der Radsatzwelle über Exzenterscheiben verbunden sind. Durch Drehen der Exzenterscheiben lässt sich der Zahneingriff auf einfache Weise dem Radverschleiss entsprechend in sieben Stufen von je 5 mm anpassen, wodurch ein Radverschleiss von 35 statt 12 mm möglich ist.
Die Wagenkästen und der Adhäsionsantrieb der ABeh 160 und ABeh 150 dienten als Vorbild für die Westschweizer Meterspurzüge von Stadler. Auch bei der Konstruktion der ABDeh 8/8 der Berner Oberland-Bahnen wurde die Kastenstruktur und zahlreiche weitere Komponenten von Fink und Adler übernommen.

## Nachbauserien
Als Ersatz für die Zusatzmodule in den S-Bahnzügen hat die Zentralbahn im September 2014 fünf zusätzliche Fahrzeuge bestellt. Die neuen Triebzüge unterscheiden sich nur unwesentlich von der ersten Serie der Fink-Zahnradzüge. Verbesserungen gibt es etwa bei den Zahnraddrehgestellen, um den vorzeitigen Verschleiss zu vermindern und die Lebensdauer zu erhöhen: Neu werden die Räder etwas grösser und mit Bandagen ausgeführt. Die nachbestellten Triebzüge werden als ABeh 161 bezeichnet.
Zum Ausbau des Fahrzeugbestands hat die Zentralbahn im Dezember 2019 sieben weitere Fahrzeuge bestellt. Sie sollen ab Ende 2022 abgeliefert werden und erhalten die Bezeichnung ABeh 162 021–027.

## Taufnamen
Aufgelistet sind nur die getauften Fahrzeuge.
| ABeh 160       | ABeh 160     |
| Betriebsnummer | Taufname     |
| -------------- | ------------ |
| 160 002        | Stadt Kriens |
| 160 003        | Stansstad    |
| 160 004        | Oberried     |
| 160 005        | Giswil       |
| 160 006        | Engelberg    |

| ABeh 161       | ABeh 161     |
| Betriebsnummer | Taufname     |
| -------------- | ------------ |
| 161 011        | Stadt Luzern |
| 161 012        | Meiringen    |
| 161 013        | Alpnach      |
| 161 014        | Sarnen       |
| 161 015        | Interlaken   |